# Thomas Osborne
|  | Per a altres significats, vegeu «Osborne». |

Thomas Osborne KG (York, 1631 - Northampton, 1712), també conegut com a Duc de Leeds, fou un polític anglès que abanderà la causa protestant i conservadora. Tresorer i conseller reial, va afavorir les lleis contra els catòlics, en particular les relacionades amb els impostos i la prohibició d'exercir determinats càrrecs, mesures vigents pocs anys per la forta oposició parlamentària. Afavorí un distanciament de França (proposà fins i tot una guerra) i es guanyà enemistats entre tots els partits, fins que aconseguiren la seva destitució acusat d'obrar sense consentiment reial i de corrupció. Retornà a la vida activa amb ajuda holandesa després d'ajuda a l'esclat de la revolució en 1868 i acabà els seus dies amb una considerable fortuna.